# Kościół Świętych Cyryla i Metodego w Żyrardowie
Kościół Świętych Cyryla i Metodego w Żyrardowie – rzymskokatolicki kościół parafialny należący do parafii pod tym samym wezwaniem (dekanat Żyrardów diecezji łowickiej).
Świątynia została wzniesiona jako kaplica, wybudowana dzięki staraniom proboszcza macierzystej parafii Matki Bożej Pocieszenia, księdza prałata Jerzego Borsa, według projektu Jerzego Janczaka, poświęcona w dniu 4 września 1990 roku przez kardynała Józefa Glempa. W latach 1995–1996 kaplica została rozbudowana według projektu Szczepana Trzeciaka. Całość kompozycji prezbiterium i wystrój świątyni zaprojektował ks. Tadeusz Furdyna SDB.
W ołtarzu głównym są umieszczone wizerunki świętych Cyryla i Metodego a także rzeźba przedstawiająca Chrystusa Zmartwychwstałego. W prezbiterium znajdują się obrazy: św. Dominika Savio, Matki Bożej Pocieszenia, Matki Bożej Wspomożenia Wiernych i św. Jana Bosko. Ołtarze boczne dedykowane są Matce Bożej Częstochowskiej i Miłosierdziu Bożemu. W kościele są umieszczone liczne witraże zaprojektowane przez ks. Tadeusza Furdynę SDB i wykonane przez pracownię ks. Tadeusza Żurawskiego SDB, na których są przedstawieni: św. Jan Bosko, św. Tadeusz, św. Wiktoria, bł. Honorat, św. Jadwiga Królowa, św. Faustyna Kowalska, św. Wojciech, św. Stanisław oraz Wniebowstąpienie Pańskie i Zesłanie Ducha Świętego.